# Geneina
Geneina (anche chiamata Al Junaynah in arabo الجنينة‎?, traslitterato il piccolo giardino) è la capitale dello stato Sudanese del Darfur Occidentale.